# Черёмушки (Оренбургская область)
Черёмушки — посёлок в Абдулинском районе Оренбургской области.

## География
Находится в северо-западной части региона, в лесостепной зоне, в пределах южной окраины Бугульминско-Белебеевской возвышенности, у реки Чемизла, вблизи её впадения в р. Ик. 
Климат
Климат характеризуется как континентальный с суровой зимой (морозы ниже −30 °C) и жарким летом. Средняя температура воздуха самого тёплого месяца (июля) — 19-22 °C. Среднегодовое количество атмосферных осадков составляет 420 мм. Около 60—70 % годового количества осадков выпадает в течение тёплого периода. Снежный покров держится в среднем около 150 дней в году.

## История
В 1966 г. Указом Президиума ВС РСФСР поселок Павловка переименован в Черёмушки.
До 1 января 2016 года село входило в состав Искринского сельсовета.

## Население
| 2010 |
| ---- |
| 37   |

## Инфраструктура
Личное подсобное хозяйство.

## Транспорт
Стоит на федеральной трассе Р-239. Остановка общественного транспорта.